# Jariștea
Jariștea é uma comuna romena localizada no distrito de Vrancea, na região da Moldávia romena. A comuna possui uma área de 38.74 km² e sua população era de 4071 habitantes segundo o censo de 2007.